# Заменгоф, Клара Александровна
Клара Александровна Заменгоф (урождённая Зильберник, 6 октября 1863, Ковно, Ковенская губерния, Российская империя — 6 декабря 1924, Варшава, Польша) — эсперантистка, жена Людвика Заменгофа.

## Биография
Родилась в Ковно (ныне — Каунас, Литва) в семье владельца мыловаренного завода Александра (Сендера Лейбовича) Зильберника.
В 1886 году познакомилась с Людвиком Заменгофом и в 1887 вышла за него замуж.
Была единомышленницей мужа в его стремлении создать международный язык — эсперанто. Чтобы помочь ему издать первый учебник эсперанто, Unua Libro, отдала на выпуск учебника своё приданое: десять тысяч рублей.
На протяжении всей своей жизни она была помощницей мужа, нередко выполняя функции личного секретаря.
После смерти Л. Заменгофа продолжала вести активную деятельность по распространению эсперанто в мире.
В 1921 была инициатором создания варшавского общества эсперантистов «Конкордо». Принимала участие во всех всемирных конгрессах эсперантистов с 1905 года по 1924 год.
Её отцом был хозяин мыловаренного завода в Ковно, эсперантист Александр (Сендер Лейбович) Зильберник (1832—1903 или 1831—1906), он финансировал первый учебник эсперанто — «Первая книга (Unua Libro)» (1887).
Её брат — Константин (Кадыш) Александрович Зильберник (1853 или 1855 — 1920), российский врач, выпускник Харьковского университета (1878), организатор здравоохранения и создатель хирургической службы в Лебединском уезде Харьковской губернии, почётный гражданин Лебедина.
В браке у Клары и Людвика было трое детей: Адам (1888—1940), София (1889—1942) и Лидия (1904—1942).